# Tina Live in Europe
Tina Turner Live in Europe – dziewiąta płyta amerykańskiej wokalistki Tiny Turner wydana w 1988 roku.
Dysk 1
1. „What You Get Is What You See”
2. „Break Every Rule”
3. „I Can’t Stand The Rain”
4. „Two People”
5. „Girls”
6. „Typical Male”
7. „Back Where You Started”
8. „Better Be Good To Me”
9. „Addicted To Love”
10. „Private Dancer”
11. „We Don’t Need Another Hero”
12. „What’s Love Got To Do With It”
13. „Show Some Respect”

Dysk 2
1. „Land Of 1000 Dances”
2. „In The Midnight Hour”
3. „634-5789” (duet with Robert Cray)
4. „A Change Is Gonna Come”
5. „River Deep, Mountain High”
6. „Tearing Us Apart” (duet with Eric Clapton)
7. „Proud Mary”
8. „Help”
9. „Tonight” (duet with David Bowie)
10. „Let´s Dance” (duet with David Bowie)
11. „Overnight Sensation”
12. „It´s Only Love” (duet with Bryan Adams)
13. „Nutbush City Limits”
14. „Paradise Is Here”